# 硫酸バリウム
硫酸バリウム（りゅうさんバリウム、英: Barium sulfate）は組成式 BaSO4 で表される、バリウムイオンと硫酸イオンからなるイオン結晶性の化合物。天然には重晶石 (バライト, barite/ heavy spar) と呼ばれる鉱物として大鉱床を形成して存在し、各種のバリウム製品の原料として使用されている。日本で使用される重晶石のほとんどが中国から輸入されたものである。
純粋なものは無色の結晶であるが、一般的には鉄、マンガン、ストロンチウム、カルシウムなどの不純物を含み、黄褐色または黒灰色を呈し、半透明な鉱物である。鉛、ラジウムを含む北投石が知られる。
化学反応による合成品は、化学的に安定した性質を応用して塗料、プラスチック、蓄電池等に広く利用されているほか、一般的には消化管造影検査に於けるX線造影剤としての医療用途が広く知られており、造影剤としてはしばしば単に「バリウム」と略称・通称されることも多い。

## 性質
におい・味はない。白色粉末または無色の板状あるいは柱状晶。水には極めて難溶であり、溶解度は 18 ℃ で 0.22 mg/100 mL、100℃で 0.40 mg/100 mL である。
酸、アルカリにもほとんど溶けないが、塩酸と煮沸すると一部溶解する。また濃硫酸には熱時酸性塩 Ba(HSO4)2 を生じて溶ける。こうした硫酸バリウムの難溶性は、バリウム塩廃棄物中に含まれているバリウムの固定に役立っている。

### 中和による沈殿
例として水酸化バリウムと硫酸による中和を示す。
{\displaystyle {\ce {Ba(OH)2 + H2SO4 -> BaSO4 v + 2H2O}}}
中和すると硫酸バリウムが白い沈殿物として生成する。

## 安全性
バリウム化合物はその大半がバリウムイオンの毒性に由来して劇物の指定を受けているが、硫酸バリウムは例外的に化学的に非常に安定しており、バリウムイオンが溶出する恐れがないことから劇物指定からは除外されている。
経口摂取する造影剤に於いても、胃液や腸液には全く溶解せず消化管から吸収されないので、バリウムイオンに起因する毒性はないとされる。しかしながら厚生労働省の発表によると、医療用の硫酸バリウム製剤には副作用の疑いがあり、稀に薬物過敏症によるショック症状を引き起こしたり、また、その高比重の特性から、大腸憩室や便秘などで消化管の同一箇所に留まった場合に胃腸穿孔を引き起こすなどの重篤な症状を呈することもあり、死亡例も報告されている。

## 精製法

### 工業的精製法
重晶石から得られる硫酸バリウムをオイルコークスで加熱し、炭素熱還元によって硫化バリウムが生成される。
{\displaystyle {\ce {BaSO4 + 4C -> BaS + 4CO}}}
こうして得られた硫化バリウムと硫酸ナトリウムを反応させることにより、高純度の硫酸バリウムを得ることができる。
{\displaystyle {\ce {BaS + Na2SO4 -> BaSO4 + Na2S}}}

### 実験室的精製法
実験室では、硫酸バリウムはバリウムイオンを含む化合物と硫酸イオンを含む化合物を反応させることにより生成される。

## 用途
硫酸バリウムは重晶石を粉砕して製造されるバライト粉と、硫化バリウムと硫酸ナトリウムとの複分解によって製造される沈降性硫酸バリウムに大別される。
バライト粉は石油産業において重要であり、新しい油井やガス井を採掘するための掘穿泥水における加重剤として用いられる。
沈降性硫酸バリウムの英語表記である「blanc fixe」は「永久の白」を意味するフランス語に由来しており、白色塗料として利用される。硫酸バリウムおよび硫酸亜鉛からなる白色顔料であるリトポンは良好な隠蔽力を有しており、硫化物に曝されても黒変しない「永久の白」である。また、沈降性硫酸バリウムはゴルフボールなど様々なゴム製品の充填剤にも用いられる。
硫酸バリウムのナノ粒子はポリマーの物性を改良することができ、例えばエポキシ樹脂などに用いられる。
硫酸バリウムはまた、X線を透過しないという性質を利用して、レントゲンや消化管造影検査の造影剤としても利用される（バリウムがゆ、バリウム浣腸）。医療用の造影剤としての年間推計使用者数は2004年度で約1,750万人である。

### 日本薬局方硫酸バリウム

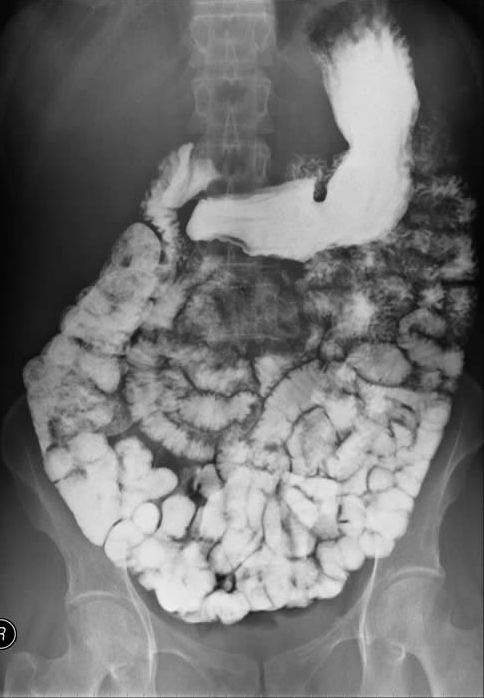
バリウムで消化管造影された小腸

- 造影剤 - X線をよく吸収するため、内服することで消化管の形状をX線で撮影できるようにする。
- 化粧品
- 医薬品
- 食品用容器充填剤

### 沈降性硫酸バリウム
- 塗料
- 印刷インキ
- 顔料（リトポンなど）
- ゴム
- プラスチック
- 製紙
- 蓄電池

#### 簸性（ひせい）硫酸バリウム
重晶石を粉砕後、水簸やジグによって洗浄・選鉱して製造。バライト、バライト粉と呼ばれる事も多い。
- 塗料
- ブレーキライニング
- ゴム
- プラスチック
- 硝子
- 放射線防護
- 油井における泥水調整剤（硫酸バリウムの比重を利用して、掘削時の泥を地上に排出させる）

※ 簸性とは、ふるいにかけて粒子を揃えているとの意味。

### その他
硫酸バリウムは水に対して極めて難溶な物質であるため、硫酸塩の含まれる水溶液中に塩化バリウムを加えることで硫酸バリウムの沈殿を生成させて硫酸塩の定量分析に利用される。
最大級の単細胞生物であるクセノフィオフォラの細胞質は、granellareと呼ばれる硫酸バリウムの結晶から成る構造内に収まっている。